# Зоря Галицка
Зоря Галицька (ориг. Зоря Галицкая, Зорѧ Галицка) — перша газета українською [джерело?] народною мовою.
Виходила з травня 1848 року до 9 квітня 1857 року у Львові. Рішення про початок випуску газети було ухвалено на засіданні Головної Руської Ради 4 травня 1848 року. Перше число «Зорі Галицької» датоване 15 травня 1848 року. Фактичний друкований орган Головної Руської Ради.

## Основні дані
Назва:
- 1848 — Зоря Галицкая
- 1849—1851 — Зоря Галицкая
- 1852—1854 — Зоря Галицкая
- 1855—1857 — Зоря Галицкая.

Опис:
- Письмо повременноє для справъ народныхъ, политическихъ и церковныхъ, словесности и господарства галицко-угорско- и буковиньско-руского народа (1849—1850).
- Письмо повременное для справъ народныхъ, политическихъ и церковныхъ, и словесности и господарства галицко-угорско- и буковиньско-руского народа (1851—1852).
- Листъ повременный, посвященный литературному, общеполезному и забавному чтенію (1853—1854, числа 1–47).
- Тыждневикъ, посвященный литературѣ, господарству и забавѣ (1854, ч. 48–51).
- Письмо посвѧщєнє литературѣ и забавѣ (1856, ч. 1–5).
- Письмо посвѧщєноє литературѣ и забавѣ (1856, ч. 6–52).
- Письмо посвѧщєнноє литературѣ, забавѣ и господарству (1857).

Редактори:
- Антін Павенцький (1848—1850, ч. 1–63; видавець і відповідальний редактор).
- Михайло Коссак (1850, ч. 64–90; редактор).
- Іван Гушалевич (1850, ч. 91–104; 1851, ч. 1–50; редактор).
- Іван Гушалевич (1852, ч. 66–90; 1853, ч. 1–15; відповідальний редактор).
- Богдан Дідицький (1853, ч. 16–43; 1854, ч. 1–31; відповідальний редактор).
- Северин Шехович (1854, ч. 32–47; відповідальний редактор).
- Микола Савчинський (1854, ч. 48–51; 1855—1857; редактор).

Випуск газети планувався на початку березня 1848 року. Первісна назва — «Галицька Пчола», редактором пропонувалось історика Дениса Зубрицького.
Газета заснована як тижневик, у 1849–1853 роках виходила двічі на тиждень, далі знову повернулася до попередньої періодичності. Газета мала 1500 передплатників (доволі велика кількість на ті часи).

## Тематика та політика видання
«Зоря Галицка» — перший національний український часопис українською народною мовою в Галичині та Україні. Перше число вийшло накладом 4000 примірників.
У першому числі газети надруковано відозву до українського народу «Одозва до руского народу», яка виразно проголосила єдність з усім українським народом і відрубність від польського народу: «Ми русини галіцкіи належимо до великого руского народу, котрий одним говорить язиком і 15 мільйонів виносить, з котрого півтретя мільйона землю галицку замешкує». Також наголошували на завданні дбати про майбутнє народу: «…заховати вѣру и поставити на ровни обрядокъ наш й права церкви и священниковъ нашихъ. Розвивати і взносити народность нашу во всѣхъ єи частєхъ: выдосконаленьємъ языка нашого, запровадженьємъ єго въ школахъ низших й вижшихъ, выдаваньємъ письмъ часовыхъ, … розширеньємъ добрых й оужиточныхъ книжокъ въ языцѣ рускомъ, впровадити и на ровни поставити языкъ наш зъ инними въ оурядахъ публічніхъ … права наши од всякои напасти и оскорблєня сталє й сильнє хоронити» (1848. — Ч. 1. — С. 2—3).
Першим редактором (1848—1850) був Антін Павецький — один із засновників і активний член Головної Руської Ради. Для поширення часопису Головна Руська Рада зверталася до окружних рад, які зверталися до духівництва, щоб священики закликали народ передплачувати газету.
За 10 років існування газета декілька разів змінювала спрямування і характер.
Українсько-народною за духом і мовою «Зоря Галицка» була у 1848—1850 роках, коли її редагував Антоній Павецький, та з 1854 року, коли редактором став Микола Савчинський.
У липні 1850 року (з 63 числа 1850 року) Павенцький передав «Зорю Галицьку» у власність Ставропігійському інститутові.
До 1852 року часопис містив численні матеріали про діяльність Головної Руської Ради («О дѣланю Головнои Ради Рускои во Львовѣ…», «З Гол. Рады Рускои», «Засѣданьє Рады Рускои Головнои»), публікував її статут, відозви, «прошенія» до сейму й міністерств, друкував статті про суспільно-політичні та народомовні питання, як-от: «О становиску русиновъ Галицкихъ и розвиваню ихъ житя народного» (1848. — Ч. 2, 4), «Вопрос подѣлу Галиціи» (1850. — Ч. 48, 49), «Як тепер стоитъ справа наша Галицко-руска?» (1849. — Ч. 7—10).
1852 рік був останнім, коли часопис проявляв задекларовану під час заснування політичну активність. З 1853 року перетворився на літературний часопис.

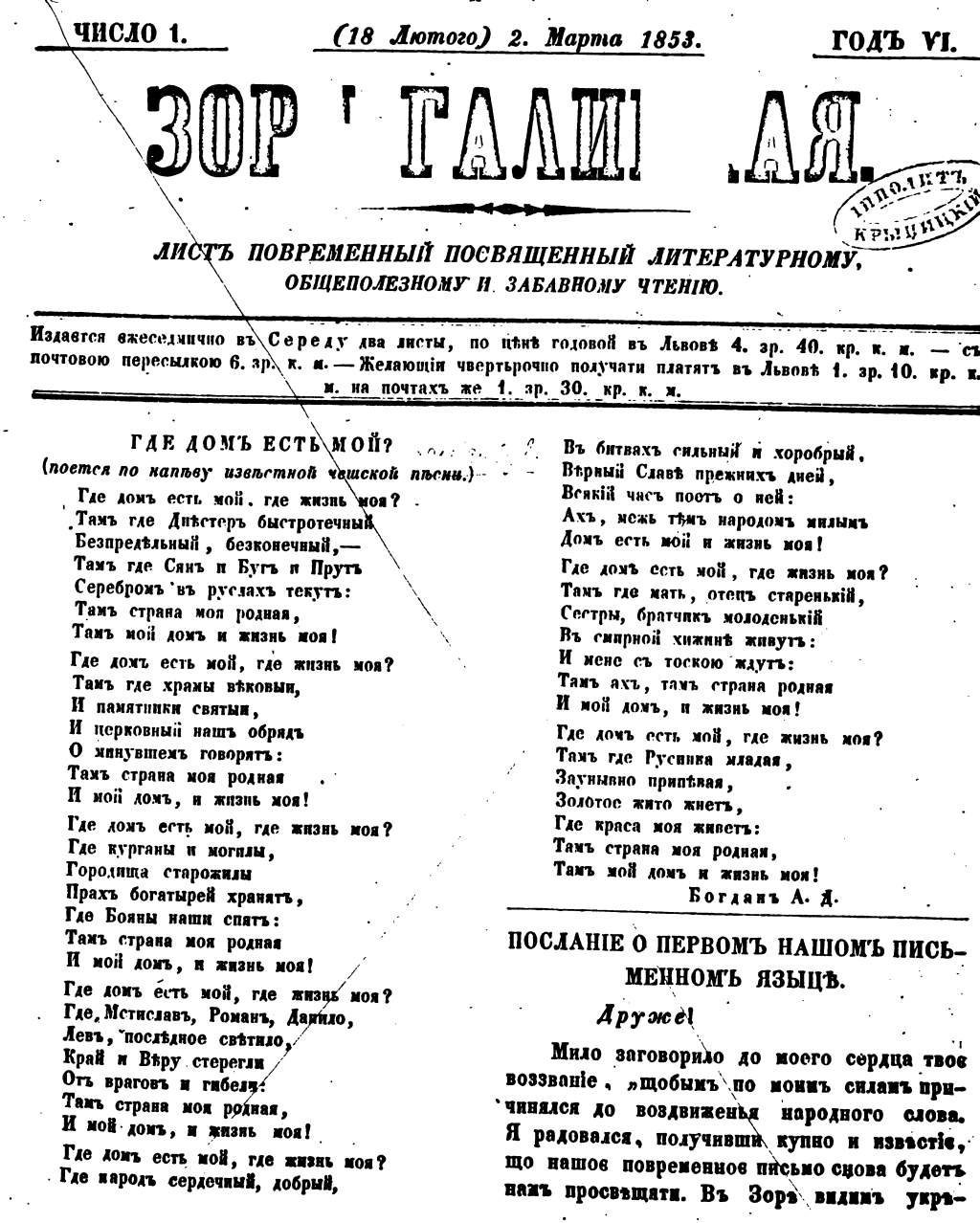
Газета в 1853

З другої половини 1851 року та в 1852—1854 роках за редакторства І. Гушалевича, Б. Дідицького та С. Шеховича «Зоря Галицка» мала москвофільське спрямування й уже на початку 1852 року отримала урядове попередження, аби «не вживати московських слів під загрозою заборони». Якщо, коли редактором був Богдан Дідицький (1853—1854), часопис ще друкував твори українських письменників і в дечому ще проявляв народне спрямування, то з приходом на посаду редактора Северина Шеховича 1854 року на сторінки «Зорі» прийшло «язичіє», та мовна хаотичність і негативне ставлення до всього народно-українського.
У листопаді 1854 Ставропігія через непрофесіоналізм Шеховича та тиск австрійського уряду, який вбачав у газеті симпатії до панрусизму, призначила редактором Миколу Савчинського. З першого ж номера (число 48 за 1854 рік) нова редакція повертається до народної мови, але частина авторів часопису (Іван Гушалевич, Яків Головацький, Михайло Малиновський) все ж була противниками цієї мови, оскільки москвофільство було вельми популярним напрямом у суспільстві Галичини середини XIX сторіччя. Пізніше Іван Франко писав про цю зміну політики видання так: «се не була така переміна, що зі старої хати виметено від разу старе смітє і зроблено зовсім нову обстанову» (1906).
На початку 1856 року на сторінки «Зорі Галицької» повернулася мовна «мішанина», що відлякувала передплатників. 1856 року видання мало 191 передплатника, а наступного року їх кількість сягнула ледве 100.
9 квітня 1857 року, на 13 числі, «Зоря Галицка» припинила існування.
Часопис згуртував навколо себе визначних представників літературно-наукового та політичного світу на українських землях Австрійської імперії, які дописували до видання: Яків Головацький, Іван Гушалевич, Богдан Дідицький, Євген Згарський, Стефан Качала, Ксенофонт Климкович, Михайло Коссак, Платон Костецький, Йосип Левицький, Йосип Лозинський, Михайло Малиновський, Антін Могильницький, Рудольф Мох, Іван Наумович, Іван Озаркевич, Антоній Петрушевич, Микола Савчинський, Лев Трещаківський, Микола Устиянович, Володимир Шашкевич, Григорій Яхимович та інші.
«Зоря Галицка» впродовж десяти років була провідним часописом для українців Австрійської імперії, сприяла становленню української мови та культури й стала поштовхом для розвитку преси на Галичині, Буковині та Закарпатті. Іван Франко підкреслював, що «Зоря Галицка» стала «першою руською політичною часописю».